# Omniglot
Omniglot ([ˈɒmnɪˌɡlɒt]) — онлайн-енциклопедія, присвячена мовам і системам письма.

## Етимологія
Назва «Омніглот» походить від латинського префікса omnis (що означає «все») і грецького кореня γλωσσα (glossa, що означає «язик»).

## Історія
Вебсайт, який 1990 року запустив британець Саймон Аґер, був задуманий як служба для вебдизайну та перекладу. Оскільки Аґер збирав і додавав більше інформації про мови та різні системи письма, проєкт перетворився на енциклопедію.
Він містить довідкові матеріали про 341 систему письма, що використовуються різними мовами, понад 880 створених, адаптованих і вигаданих систем, а також матеріали для вивчення мов.
Також містить довідкові матеріали багатьма мовами.
Матеріали сайту стали джерелом для збірки символів, які використовують для розвитку штучного інтелекту, Omniglot Challenge. Збірка широко використовувалася з моменту її першого випуску.
Станом на грудень 2021 року на сайті описано понад 1600 мов.